# AC Prato
Associazione Calcio Prato, zkráceně jen Prato je italský fotbalový klub hrající v sezóně 2024/25 ve 4. italské fotbalové lize sídlící ve městě Prato v regionu Toskánsko. Klub má nejvíce účastí (60 sezon) a také má nejvíce prvenství (6 vítězství) ve 3. lize.

## Změny názvu klubu
- 1913/14 – 1936/37 – Prato SC (Prato Sport Club)
- 1937/38 – AC Prato (Associazione Calcio Prato)

## Získané trofeje

### Vyhrané domácí soutěže
- 3. italská liga (6×)

1940/41, 1945/46, 1948/49, 1956/57, 1959/60, 1962/63
- 4. italská liga (5×)

1953/54, 1976/77, 1979/80, 1982/83, 2001/02,

## Historie
Klub byl založen v roce 1908 jako Società Sportiva Emilio Lunghi. Po třech letech se přejmenovali na Prato Sport Club. Od sezony 1913/14 již hrál v nejvyšší lize. Hrála ji do sezony 1921/22 kdy sestoupila o ligu níž. Poslední sezonu v nejvyšší lize odehrál klub v sezoně 1928/29. Od sezony 1937/38 se klub jmenuje Associazione Calcio Prato.
Po 2. světové válce se klub ocitl ve 3. lize, kterou vyhrál a postoupil o ligu víš. Druhou ligu klub poté hrál jen tři sezony a opět sestoupil níž a dokonce v 50. letech se klub ocitl ve 4. lize. Třetí ligu vyhrál ještě v sezonách 1956/57, 1959/60 a naposledy 1962/63. Poté se po ročním působení ve druhé lize opět sestoupil a na deset let hrál 3. ligu. Od roku 1974 klub hrál vždy ve 3. a 4. lize.

## Účast v ligách
| Úroveň soutěže | Název soutěže (nynější název) | První hraná sezona | Poslední hraná sezona | celkem odehraných sezon |
| -------------- | ----------------------------- | ------------------ | --------------------- | ----------------------- |
| 1              | Serie A                       | 1913/14            | 1928/29               | 6                       |
| 2              | Serie B                       | 1922/33            | 1963/64               | 15                      |
| 3              | Serie C                       | 1930/31            | 2016/17               | 53                      |
| 4              | Serie D                       | 1952/53            | 2024/25               | 30                      |

## Fotbalisté

### Historické statistiky
| Počet utkání | Počet utkání     | Počet utkání |  | Počet branek | Počet branek   | Počet branek |
| Pořadí       | Jméno            | Počet        |  | Pořadí       | Jméno          | Počet        |
| 1.           | Giuliano Lamma   | 332          |  | 1.           | Renato Raccis  | 71           |
| 2.           | Italo Rizza      | 266          |  | 2.           | Natale Colla   | 56           |
| 3.           | Paolo Cecconi    | 258          |  | 3.           | Emilio Ferrari | 51           |
| 4.           | Rolando Bardazzi | 251          |  | 4.           | Marco Rossi    | 46           |
| 5.           | Renato Targioni  | 241          |  | 5.           | Remo Galli     | 44           |

## Trenéři

### Známí trenéři v klubu
- Mario Gianni (1939–1940)
- Mario Genta (1947)
- Giovanni Ferrari (1948–1950)
- Ferruccio Valcareggi (1955–1959)
- Carlo Parola (1962–1963)
- Enzo Bearzot (1969)
- Enzo Robotti (1971–1973)
- Corrado Orrico (1986–1987, 2008–2009)
- Marco Amelia (2021)